# Gonzalo Acuna
 
[[
|miniaturadeimagen|alt=Ceo de propmatch Gonzalo Acuna posando para una portada|CEO y fundador de Propmatch Gonzalo Acuna]]

Ceo de propmatch en foto de portada

Gonzalo Acuna (nacido como Gonzalo Acuna Nava, el 30 de Noviembre de 1998 en Texcoco, Mexico) es un emprendedor mexicano, director de cine, fundador y director ejecutivo de Propmatch, plataforma mencionada por medios del ecosistema proptech y de negocios por su enfoque en inversión fraccionada de bienes raíces y liquidez de mercado secundario 24/7.    

## Reseña biográfica
Inició su actividad emprendedora en industrias creativas y de desarrollo inmobiliario antes de enfocarse en tecnología aplicada a finanzas y bienes raíces.  

## Propmatch
Acuña Nava fundó Propmatch en 2024/2025, con sede declarada en Guadalajara (Jalisco), proyecto que propone fraccionar activos inmobiliarios y habilitar su negociación secundaria en línea, sujeto a la regulación aplicable.

## Cobertura y perfiles
Diversos medios han perfilado su labor al frente de Propmatch; además existen perfiles de directorio en bases de datos empresariales.

## Distinciones
- Nominación Forbes 30 under 30 Latam
- Premio Jalisco al emprendedor
- Nominado a Mejor Startup revelación
- Finalista en Web summit lisboa
- Finalista en Fintech World Cup
- Semifinalista en Finnosummit
- Finalista en TNW